# El Pensamiento
El Pensamiento és una revista i una de les principals fonts d'informació de la història recent de Cornellà de Llobregat. Va iniciar la seva activitat el 15 de gener de 1946 durant la presidència municipal de Ramon Gaya i Massot (1945-1951) com a única revista territorial d'àmbit municipal. El primer número va ser ciclostilat i afegit com a suplement al Full Dominical de la parròquia de Santa Maria, ubicada al barri centre de la mateixa localitat. La publicació va haver de tancar l'any 1972 a conseqüència del monogràfic que van dedicar a la riada del 20 de setembre de 1971, mentre que altres publicacions es mantenien al marge de la catàstrofe.
El Pensamiento es va publicar sempre en castellà. Durant la seva existència, hi van col·laborar un gran nombre d'escriptors i literats locals, com Josep Maria Ferrer i Penedès o Jordi Vinyes (1968-1972), entre d'altres. El preu per exemplar era de 7 pessetes. La subscripció trimestral en costava 18.
El 22 de novembre de 2017 se celebrà al Castell de Cornellà un acte en què la família Ordax-Badenes va fer donació de la col·lecció complerta de la revista a l'Avenç de Cornellà. També es poden trobar exemplars de la revista a la Biblioteca Joan Maragall.